# Jeux olympiques féminins de 1922
Ne doit pas être confondu avec Jeux mondiaux féminins de 1922.
Navigation
1921 1923
Les Jeux olympiques féminins de 1922 (ou Deuxiéme Meeting International d'Éducation Physique Féminine) sont organisés du 15 au 23 avril 1922 par Alice Milliat et la Fédération des sociétés féminines sportives de France à Monaco. 
Autour de 300 sportives venues de divers pays : Belgique, France, Italie, Norvège, Royaume-Uni, Suisse et Tchécoslovaquie s'affrontent en athlétisme et épreuves aquatiques (natation, plongeon et water-polo).
En parallèle, la Fédération sportive féminine internationale de la même Alice Milliat organise des Jeux mondiaux féminins à Paris.